# Overseas
Overseas The Tommy Flanagan Trio – album muzyczny jazzowego pianisty amerykańskiego Tommy’ego Flanagana nagrany 15 sierpnia 1957 w Sztokholmie (Szwecja) dla miejscowej wytwórni Metronome.
Flanagan był wtedy członkiem zespołu J.J. Johnsona odbywającego tournée po Europie. Metronome opublikowała nagrania na trzech minialbumach (EP). Jako LP zostały wydane w 1957 przez firmę Prestige. Jego reedycje ukazywały się w różnych firmach (DIW, Dragon, Met, Prestige, Fantasy) pod różnymi tytułami. Szwedzka wytwórnia Dragon wydała go jako: Tommy Flanagan Trio In Stockholm 1957. CD wydany przez Fantasy w 1999 (cyfrowy remastering - Kirk Felton w Fantasy Studios, Berkeley (Kalifornia)), został poszerzony o inne wersje trzech utworów z tej samej sesji. Japońska wytwórnia DIW opublikowała LP jako The Complete „Overseas”, ze wspomnianymi trzema alternatywnymi nagraniami jako bonusem; dodatkowo załączyła do swojego wydania reprodukcje okładek trzech szwedzkich minialbumów, na których utwory tria ukazały się po raz pierwszy (DIW 25004). Pełne wydanie materiału muzycznego ze Sztokholmu ukazało się jako: The Complete Overseas Session.

## Muzycy
- Tommy Flanagan – fortepian
- Wilbur Little – kontrabas
- Elvin Jones – perkusja

## Lista utworów z LP
Strona A
| 1. | „Relaxin' At Camarillo” (Charlie Parker) | 3:20  |
|    |                                          |       |
| 2. | „Chelsea Bridge” (Billy Strayhorn)       | 3:45  |
|    |                                          |       |
| 3. | „Eclypso” (Tommy Flanagan)               | 6:00  |
|    |                                          |       |
| 4. | „Beat's Up” (Tommy Flanagan)             | 4:20  |
|    |                                          |       |
| 5. | „Skål Brothers” (Tommy Flanagan)         | 2:30  |
|    |                                          |       |
|    |                                          | 19:55 |
|    |                                          |       |
Strona B
| 6. | „Little Rock” (Tommy Flanagan)        | 7:00  |
|    |                                       |       |
| 7. | „Vernandi” (Tommy Flanagan)           | 2:10  |
|    |                                       |       |
| 8. | „Dalarna” (Tommy Flanagan)            | 4:35  |
|    |                                       |       |
| 9. | „Willow Weep For Me” ....(Ann Ronell) | 6:20  |
|    |                                       |       |
|    |                                       | 20:05 |
|    |                                       |       |

## Lista utworów z CD
| 1.  | „Relaxin' At Camarillo” (Charlie Parker) | 3:20  |
|     |                                          |       |
| 2.  | „Chelsea Bridge” (Billy Strayhorn)       | 3:45  |
|     |                                          |       |
| 3.  | „Eclypso” (Tommy Flanagan)               | 6:00  |
|     |                                          |       |
| 4.  | „Beat's Up” (Tommy Flanagan)             | 4:20  |
|     |                                          |       |
| 5.  | „Skål Brothers” (Tommy Flanagan)         | 2:30  |
|     |                                          |       |
| 6.  | „Little Rock” (Tommy Flanagan)           | 7:00  |
|     |                                          |       |
| 7.  | „Vernandi” (Tommy Flanagan)              | 2:10  |
|     |                                          |       |
| 8.  | „Dalarna” (Tommy Flanagan)               | 4:35  |
|     |                                          |       |
| 9.  | „Willow Weep For Me” (Ann Ronell)        | 6:20  |
|     |                                          |       |
| 10. | „Delarna (Take 2)”                       | 4:34  |
|     |                                          |       |
| 11. | „Verdandi (Take 2)”                      | 2:08  |
|     |                                          |       |
| 12. | „Willow Weep for Me (Take 1)”            | 5:53  |
|     |                                          |       |
|     |                                          | 52:35 |
|     |                                          |       |